# Stevns Klint
Stevns Klint é um desfiladeiro localizado a sudoeste de Store Heddinge na ilha dinamarquesa de Zelândia. Tem 14.5 km de extensão ao longo da costa e tem uma importância geológica devido a ser um dos locais no mundo com muitos dados sobre o Nível K-Pg. Sujeito a erosões frequentes, o desfiladeiro tem cerca de 40m de altura.

## Geologia
Nas camadas superiores do desfiladeiro podem ser observadas evidências do estágio Maastrichtiano (há entre 72 a 66 milhões de anos) e nas inferiores, parte do estágio Daniano (há entre 66 a 62 milhões de anos). Uma camada escura , com poucos centímetros, contendo irídio marca claramente a ligação dos Períodos Cretáceo e Paleocênico. As camadas também podem ser vistas mais profundamente nos túneis de Stevnsforest, uma fortaleza da guerra fria construída em 1953. O giz bryozoa no desfiladeiro é altamente resistente tanto à uma guerra convencional quanto a armas nucleares.

## Museu da Guerra Fria
Em 2008 o Museu da Guerra Fria Fortaleza Stevns foi aberto ao público. Ele exibe equipamentos militares e um tour guiado de 90 minutos sobre o sistema subterrâneo de fortalezas. O sistema subterrâneo possui 1.6km de túneis, quartos e centros de comando, incluindo um hospital e até mesmo uma capela. Também há depósitos de munições para seus dois canhões de 15cm. Os túneis estão entre 18 e 20m abaixo da superfície, cravados na rocha do desfiladeiro. A fortaleza ultrassecreta foi construída em 1953 e permaneceu em operação até 2000..

## Igreja Højerup

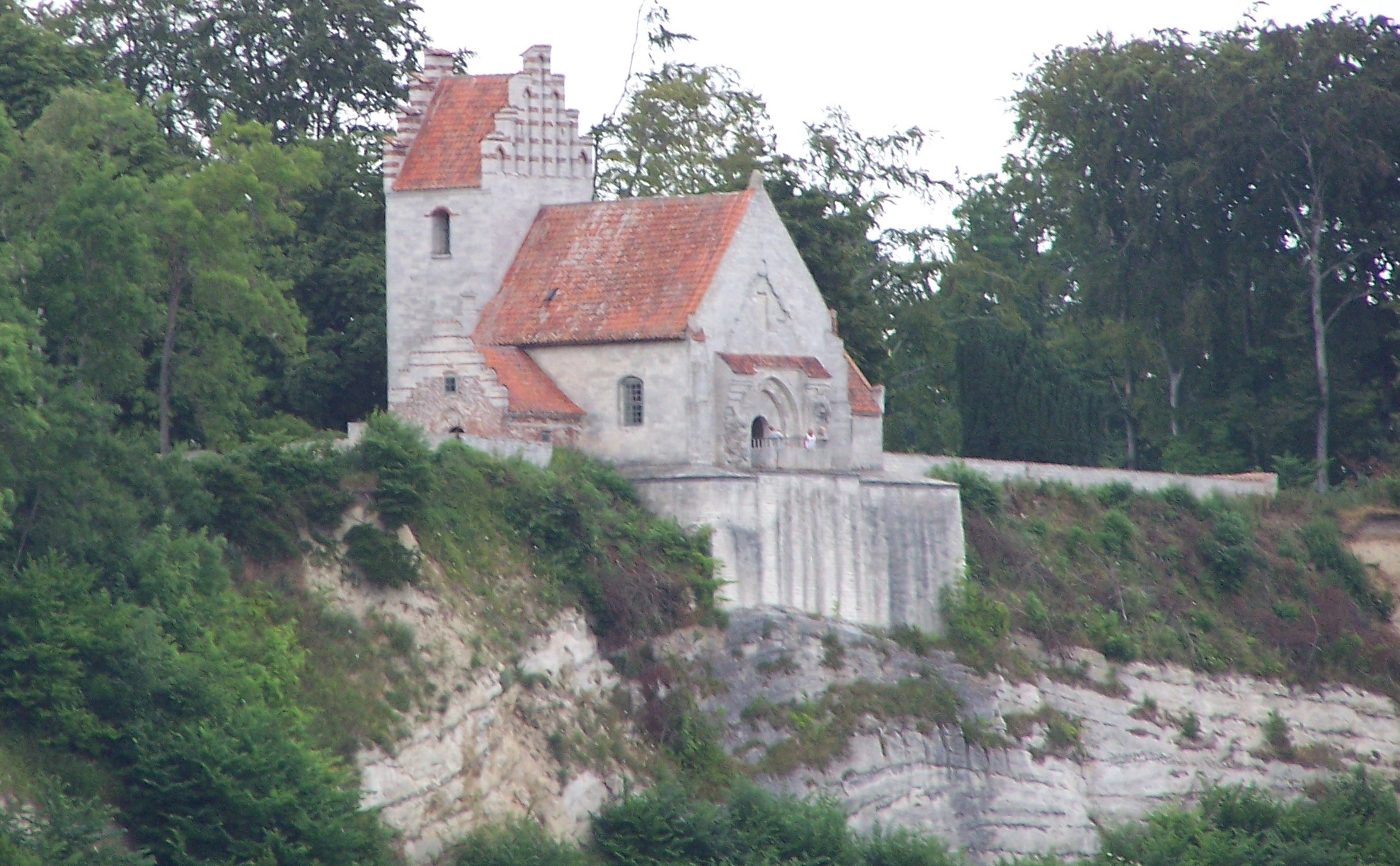
Velha Igreja Højerup

A velha igreja Højerup (Højerup Gamle Kirke) que se localiza no topo do desfiladeiro data do ano 1200. Devido a erosão, um deslizamento de terra em 1928 causou o colapso e queda da estrutura inferior. O desfiladeiro pode ser acessado a pé a partir da igreja. Uma nova igreja finalizada em 1913 localiza-se a 300m da velha igreja.

## UNESCO
Stevns Klint foi incluído na lista de patrimônio Mundial da UNESCO por "oferecer evidência do impacto do meteorito Chicxulub que colidiu com o planeta no Período Cretáceo, há cerca de 65 milhões de anos. Pesquisadores acreditam que essa colisão causou a maior extinção em massa de todos os tempos, responsável pelo desaparecimento de mais de 50% da vida na Terra."